# IEEE 802
IEEE 802 — група стандартів IEEE для локальних комп'ютерних мереж та мереж мегаполісів.
Основний стандарт IEEE для локальних і регіональних мереж, що включає огляд мережної архітектури, схвалений у 1990 році. Нумерація стандартів IEEE із серії 802 здійснюється згідно зі своєю власною схемою. Якщо за цифрою знаходиться велика літера, то це окремий стандарт, якщо ж за цифрою знаходиться мала літера, то це доповнення до стандарту або частина стандарту, що позначається декількома цифрами.

## Основні стандарти

### IEEE 802.1
- IEEE 802.1B. Стандарт керування локальними/регіональними мережами. Схвалений у 1992 році, він разом з 802.1k ліг в основу ISO/IEC 15802-2.
- IEEE 802.1D. (STP) Стандарт з'єднання локальних мереж за допомогою мостів рівня MAC. Схвалений у 1990 році, він ліг в основу ISO/IEC 10038.
- IEEE 802.1E. Стандарт на протоколи системного навантаження для локальних і регіональних мереж. Схвалений у 1990 році, він ліг в основу ISO/IEC 10038.
- IEEE 802.1F. Стандарт визначення керуючої інформації для серії 802; схвалений у 1993 році.
- IEEE 802.1g. Пропозиція по стандарті на вилучені[що?] мости рівня MAC.
- IEEE 802.1H. Правила організації, що рекомендуються, на мости MAC у мережах Ethernet 2.0; схвалені в 1995 році.
- IEEE 802.1i. Стандарт на використання FDDI як міст рівня MAC; схвалений у 1992 році і включений у ISO/IEC 10038.
- IEEE 802.1j. Доповнення до 802.1D; схвалено в 1996 році. Цей стандарт описує зв'язок локальних мереж за допомогою мостів рівня MAC.
- IEEE 802.1k. Стандарт для локальних і регіональних мереж на виявлення і динамічний контроль маршрутизованих подій; схвалений у 1993 році і разом з 802.1B ліг в основу ISO/IEC 15802-2.
- IEEE 802.1m. Опис відповідностей для 802.1E, що розглядає визначення і правила керованих об'єктів для протоколу системного навантаження; схвалено в 1993 році і включене в ISO/IEC 15802-4.
- IEEE 802.1p. Пропозиція по стандарті для локальних і регіональних мереж, що стосується прискорення обробки трафіка і багатоадресової фільтрації за допомогою мостів рівня MAC.
- IEEE 802.1s. (MSTP)
- IEEE 802.1w. (RSTP)
- IEEE 802.1Q. Пропозиція по стандарті на віртуальні локальні мережі з мостами.
- IEEE 802.1aq. Найкоротшого шляху моста (Shortest Path Bridging)

### IEEE 802.2
- IEEE 802.2. Стандарт для логічного керування каналом при зв'язку локальних і регіональних мереж, в основному за допомогою мостів; ліг в основу ISO/IEC 8802-2. Поточна версія, схвалена в 1994 році, замінила більш ранній стандарт 802.2 від 1989 року.

### IEEE 802.3
- IEEE 802.3. Стандарт на метод колективного доступу для локальних мереж CSMA/CD і на фізичний рівень. Він покладений в основу ISO/IEC 8802-3. Іноді його називають стандартом Ethernet.
- IEEE 802.3b. Стандарт на пристрої підключення до широкосмугового середовища передачі для 10Broad36. Схвалений у 1985 році і включений у ISO/IEC 8802-3.
- IEEE 802.3c. Стандарт на повторювачі в мережі з немодульованою передачею на 10 Мбіт/с. Схвалений у 1985 році і включений у ISO/IEC 8802-3.
- IEEE 802.3d. Стандарт на пристрої підключення до середовища передачі і специфікації середовища з немодульованою передачею для каналів з оптичними повторювачами. Схвалений у 1987 році і включений у ISO/IEC 8802-3.
- IEEE 802.3e. Стандарт на сигналізацію на фізичному рівні, підключення до середовища передачі і специфікації на середовище з немодульованою передачею для мережі на 1 Мбіт/с, іншими словами, 1Base5. Схвалений у 1987 році і включений у ISO/IEC 8802-3.
- IEEE 802.3h. Стандарт на керування рівнем у мережах колективного доступу CSMA/CD. Схвалений у 1990 році і включений у ISO/IEC 8802-3.
- IEEE 802.3i. Стандарт охоплює дві області: багатосегментна мережа немодульованої передачі на 10 Мбіт/с і вита пара для мережі 10Base. Схвалений у 1990 році і включений у ISO/IEC 8802-3.
- IEEE 802.3j. Стандарт на активні і пасивні сегменти в конфігурації «зірка» на 10 Мбіт/с з використанням оптичного середовища передачі, тобто 10Base. Схвалений у 1993 році і включений у ISO/IEC 8802-3.
- IEEE 802.3k. Стандарт на керування рівнем для повторювачів у мережі з немодульованою передачею на 10 Мбіт/с. Схвалений у 1992 році і включений у ISO/IEC 8802-3.
- IEEE 802.3l. Опис відповідності для протоколів пристроїв підключення до середовища передачі 10Base. Схвалено в 1992 році і включене в ISO/IEC 8802-3.
- IEEE 802.3p. Стандарт на керування рівнем для пристроїв підключення до середовища з немодульованою передачею на 10 Мбіт/с. Схвалений у 1993 році і включений у ISO/IEC 8802-3.
- IEEE 802.3q. Рекомендації з розробки керованих об'єктів. Схвалені в 1993 році і включені в ISO/IEC 8802-3.
- IEEE 802.3r. Стандарт на метод колективного доступу до середовища передачі CSMA/CD, а також специфікації фізичного рівня для 10Base5. Переглянутий у 1996 році.
- IEEE 802.3t. Стандарт на підтримку 120-омних кабелів у сегментах із симплексними каналами 10Base. Схвалений у 1995 році і включений у ISO/IEC8802-3.
- IEEE 802.3u. Доповнення до 802.3 фізичного рівня і повторювачів на 100 Мбіт/с, тобто 100Base або, інакше, Fast Ethernet. Схвалено в 1995 році.
- IEEE 802.3v. Стандарт для підтримки 150-омных кабелів у сегментах з каналами 10Base. Схвалений у 1995 році і включений у ISO/IEC 8802-3.
- IEEE 802.3w. Пропозиція по стандарту на удосконалений алгоритм MAC.
- IEEE 802.3x. Пропозиція по стандарту на повнодуплексний режим для 802.3.
- IEEE 802.3y. Пропозиція по специфікації фізичного рівня для роботи на 100 Мбіт/с по двох парах категорії 3 або ще краще збалансовані кабелі на основі витої пари, тобто 100Base2.
- IEEE 802.3z. Пропозиція по стандарту на фізичний рівень, повторювачі і керуючі параметри для роботи на 1000 Мбіт/с, часто зветься Gigabit Ethernet.
- IEEE 802.4. Стандарт на метод доступу до шини з передачею маркера і специфікації фізичного рівня. Схвалений у 1990 році.
- IEEE 802.5. Стандарт на методи доступу до кільця з передачею маркера і специфікації фізичного рівня, тобто на загальну архітектуру Token Ring. Ліг в основу ISO/IEC 8802-5, версія, якого була схвалена в 1995 році.
- IEEE 802.6. Сімейство стандартів на мережу з подвійною шиною і розподіленою чергою. Схвалено в 1990 році.
- IEEE 802.9. Стандарт на локальну мережу з інтеграцією послуг (Integrated Services LAN) для підключення локальних мереж 802.х до загальнодоступних і приватних магістральних мереж, таким як FDDI і ISDN. Схвалений у 1994 році і ліг в основу ISO/IEC 8802-9.
- IEEE 802.10. Стандарт на захист локальних мереж Interoperable LAN Security, відомий так само, як SILS. Схвалений у 1992 році.
- IEEE 802.11. Стандарт на рівень MAC і специфікації фізичного рівня для бездротових локальних мереж. Пропонований проект розрахований на діапазон 2,4 ГГц.
- IEEE 802.12. Стандарт на метод доступу з пріоритетом запитів і специфікація на фізичний рівень і повторювачі на 100 Мбіт/с, відомі так само, як 100VG-AnyLAN. Схвалені в 1995 році.
- IEEE 802.15.1 — Bluetooth
- IEEE 802.15.4 — Бездротові сенсорно-контрольні мережі — «ZigBee»
- IEEE 802.16 — Бездротові мережі — «WiMax»